# دانيال ديلون (لاعب كرة قدم)
دانيال ديلون (بالإنجليزية: Daniel Dillon)‏ (6 سبتمبر 1986 في المملكة المتحدة - ) هو لاعب كرة قدم بريطاني في مركز الوسط. لعب مع نادي كارلايل يونايتد وهنكلي يونايتد ‏ وTeam Bath F.C. ‏.

## وصلات خارجية
- دانيال ديلون على موقع قاعدة بيانات كرة القدم.إي يو (الإنجليزية)
- دانيال ديلون على موقع Soccerbase.com (لاعب) (الإنجليزية)